# Villa Helvetia
Villa Helvetia aan de De Beaufortlaan 4 is een rijksmonument in Baarn in de provincie Utrecht. Het huis staat in het Wilhelminapark dat onderdeel is van  rijksbeschermd dorpsgezicht Prins Hendrikpark e.o.
Villa 'Helvetia' aan de De Beaufortlaan werd in 1902 gebouwd voor de Amsterdamse koopman H. Gouda door de projectontwikkelaar C. Sweris van het Wilhelminapark. De villa op het 3500 m² grote perceel kostte destijds ƒ 17.000. De naam Helvetia past bij het in Jugendstil gebouwde huis in chaletstijl. De tekst `in aere saulus' in de voorgevel betekent 'gezondheid in lucht' en sloot destijds goed aan bij de verkoopargumenten van het project. Doel was namelijk om Amsterdamse stadsbewoners te trekken die 'buiten' wilden wonen. 
Het interieur is helemaal in art-nouveaustijl. Op de stenen erker zijn asymmetrisch geplaatste omlopende balkons gebouwd. In de hal is een trappenhuis met bewerkte pijlers en spijlen en een polychroom tegeltableau voorstellende de zon, omgeven door zonnebloemen en vlinders. Het drieluik is gemaakt door de Utrechtse faience- en tegelfabriek 'Holland Utrecht' die tussen 1893 en 1920 bestond. 
Zakenman Victor Muller was begin 21e eeuw eigenaar van villa Helvetia.